# Lamborghini Huracán Sterrato
Lamborghini Huracán Sterrato je sportovní vozidlo vyvinuté italským výrobcem automobilů Lamborghini. Vozidlo bylo představeno jako koncept v Ženevě v roce 2019. Vyrobeno má být pouze 1499 kusů. Huracán Sterrato kombinuje agresivní design a výkon supersportovního modelu Huracán s terénními schopnostmi, čímž se stává jedinečným a všestranným vozem v nabídce značky Lamborghini.

## Výkon
Pod kapotou Huracánu Sterrato se nachází desetiválcový 5,2litrový motor. Vytváří imponující výkon 449 kW a točivý moment 565 Nm, což umožňuje vozu zrychlit z 0 na 100 km/h za pouhých 3,4 sekundy a dosáhnout maximální rychlosti přes 260 km/h. Což je motor s menším výkonem než má jeho předchůdce, přesto se dá považovat za velice silný. Motor je spárován s sedmistupňovou dvouspojkovou převodovkou, která poskytuje rychlé a plynulé řazení. Průměrná spotřeba paliva je 14,9l/100km.
Pro zvládnutí náročných terénů disponuje Sterrato systémem pohonu všech kol od Lamborghini s vylepšenými terénními schopnostmi a samosvorným diferenciálem pro zadní kola. Vozidlo bylo speciálně přizpůsobeno pro jízdu mimo silnici s větším zdvihem a posílenými komponenty, které odolávají nárokům nerovných povrchů.

## Terénní schopnosti
Lamborghini Huracán Sterrato je navržen tak, aby exceloval v různých terénních podmínkách. Zvýšená výška umožňuje lepší průjezd všemi povrchy, přičemž terénní kola dodávají skvělou trakci. Pohon všech kol, kombinovaný s vektorováním točivého momentu a výbornou kontrolou trakce, zajišťuje optimální přísun výkonu do všech kol a zajišťuje jistotu a stabilitu na všech površích.
Pro ochranu důležitých součástí při jízdě terénem je vozidlo vybaveno posílenými nárazníky a kryty podvozku vyrobenými z lehkých a odolných materiálů. Toto umožňuje vozidlu projíždět terénem bez problémů a strachu z poškození vozidla, přičemž není ovlivněn výkon vozidla.

## Design
Lamborghini Huracán Sterrato vychází z modelu Huracán EVO, ale nabízí několik úprav pro zlepšení jeho terénních schopností. Exteriér vozu je inspirován rallye automobily a zahrnuje rozšířené blatníky, zvýšenou výšku, ochranné nárazníky, mlhová světla na kapotě vozu, ochranný kryt zespodu vozidla a 19palcová kola typu all-terrain, která jsou vybaveny funkcí run-flat umožňující dojet až 80 kilometrů s nulovým tlakem. Tyto prvky nejen dodávají Sterratu robustní a silný vzhled terénního vozidla, ale také poskytují praktické výhody při jízdě mimo silnici.

## Historie
Vozidlo bylo poprvé představeno jako koncept v roce 2019 v ženevském autosalonu. Po velice dobrém ohlasu se na něm začalo více pracovat. Během roku 2022 se začaly objevovat podrobnosti o vzhledu, výkonu a možnostech vozidla. „Vše to začalo u jednoho z prvních prototypů Huracánu, šasi číslo 53,“ řekl Maurizio Reggiani, viceprezident automobilky Lamborghini a technický manažer během vývoje konceptu Sterrato. „Můj tým pracoval na tom autě, aby vytvořil laboratoř na kolečkách, montováním terénních úprav s větší výškou vozu. Poprvé, když jsem tento vůz mohl řídit, jsem hned přišel na to, jaká zábava to je řídit tento koncept supersportu. Po návrhu a vytvoření prvního celého prototypu byla naše správní rada také přesvědčena o možnosti tohoto konceptu, protože toto auto dokáže vykouzlit hromadu emocí.“
„Sterrato je jeden z projektů, který je nejblíže k mému srdci,“ říká Rouven Mohr, hlavní ředitel techniky automobilky Lamborghini. „Začalo to během mých prvních zkušeností v profesi vedoucího vývoje automobilky Lamborghini. Byli jsme testovat vozy v Nardò u 'Strada Bianca' a pár z nás mělo nápad zkusit vzít starý upravený Huracán na tuto hliněnou cestu. Po tomto testu jsem seděl na večeři s Mauriziem Reggianim a Mitjou Borkertem, kde jsme diskutovali o vytvoření auta, které by kombinovalo Huracán a Urus. Původní plán nebyl o vytvoření terénního vozu, ale spíš o nevídaném supersportu pro všechny povrchy. Tak jsme vytvořili prototyp, který byl zábavný v terénu a připomínal rallye vůz. Teď jsem hrdý, když stojím u vzniku konečné verze, která podle mě nadchne i zákazníky.“